# Еліза (телесеріал)
Еліза (італ. Elisa di Rivombrosa) — італійська теленовела 2003 року режисера Чінції Торріні. Після успішного 1 сезону (26 серій) в 2005 році вийшов 2 сезон (26 серій), а в 2007 — 3 сезон з новою назвою «Донька Елізи: Повернення в Рівомброзу» (італ. La Figlia di Elisa - Ritorno a Rivombrosa).

## Сюжет
Перший сезон
Події розгортаються 1769 року в околицях Турина (П'ємонт). Головна героїня юна Еліза Скальці прислуговує графині Ан'єзе Рісторі, матері графа Фабріціо. Повертаючись додому із служби, Фабріціо закохується в Елізу, але його терзають сумніви, коли він дізнається про відсутність аристократичного походження дівчини. 
Після смерті графині Ан'єзе її донька маркіза Анна починає управляти маєтком та негативно ставиться до стосунків брата із служницею. Однак, закохані Фабріціо та Еліза йдуть проти осуду суспільства й вирішують одружитися. Їх намірам хоче завадити підступна маркіза Лукреція ван Неккер. Вона бажає відновити давні любовні стосунки з Фабріціо. Щоб схилити його до відносин, Лукреція говорить, що хлопчик-робітник у таверні — їх спільний син Мартіно, а потім наказує вбити священника, який збирався таємно повінчати закоханих. Мартіно дізнається, що він не син Лукреції.
Фабріціо володіє списком таємних зрадників короля (Брати світла), але кожного разу він ледь рятується від смерті коли намагається передати його правителю. Ватажок зрадників герцог Ран'єрі з допомогою Лукреції йде на підлі методи, щоб знищити список.
Не отримавши бажаного від Фабріціо, Лукреція робить усе, щоб його звинуватили у вбивстві її чоловіка і покидає місто. Користуючись арештом Фабріціо, його шурин маркіз Альвізо не стидаючись дружини Анни, приводить в маєток коханку. Анна страждаючи від гніту чоловіка, знаходить підтримку зі сторони Елізи і розкаюється в своєму намірі розлучити її з братом. Від постійних гулянь у Альвізо розвивається сифіліс від якого він помирає. Його вдова вступає у відносини з коханням своєї молодості лікарем Чеппі.
Фабріціо засуджують до смерті. Однак, Елізі вдається дістати список для Карла Емануїла III раніше, ніж вирок було приведено в дію. Король вражений вірністю та безстрашністю Елізи. Він дарує їй графський титул де Рівомброза, а Фабріціо — помилування. Тепер більше нічого не перешкоджає союзу Елізи та Фабріціо.
Другий сезон
Не дивлячись на прихильність короля та офіційний шлюб Фабріціо та Елізи, дворянство відвернулось від сім'ї Рісторі. Рівомброза після походеньок маркіза Альвізо відчуває фінансові труднощі. Крім того, повсюди витає епідемія холери. Зі смертю Карла Емануїла III в 1773 році подружжя Рісторі не можуть отримати підтримки від кого-небудь. Новий король Віктор Амадей III не бажає чути про них.
У разі невиплати боргу замок Рівомброза відійде  комерсантам братам Віктору та Арману Бенакам. Арман мріє заволодіти Рівомброзою. Він йде під вплив герцога Ран'єрі та стає учасником смертельного замаху на Фабріціо.
Еліза важко переживає смерть чоловіка. Свою розраду вона знаходить у вихованні Мартіно і доньки Ан'єзе. В 1776 році жінка вирішує питання боргу. Для цього вона відправляється в Неаполь на місяць до барона Мікеле ді Канельяно, який зобов'язаний життям її покійному чоловікові. В Генуї на карету Елізи нападають бандити, яких підіслав Арман Бенак. На допомогу приходить англійський капітан Крістіан Грей. Він також погоджується надати свою каюту корабля по дорозі в Неаполь. Там Еліза с донькою та нянею опиняються в бідному кварталі «Чотирьох вітрів», де зустрічають свою знайому Ізабеллу. З її допомогою Еліза знаходить дім барона, де жінку приязно зустрічає його вдова баронеса Крістіна та син Ніколо ді Канельяно. Там вона бачить капітана Грея, однак через відчуття вдячності не видає його. 
Через деякий час Крістіан зізнається Елізі в своїх почуттях і розповідає чому приховує своє ім'я. Мікеле ді Канельяно 20 років тому, щоб отримати багатство та вплив жорстоко розквитався із сім'єю Крістіана. Його справжнє ім'я — Крістіано Карачіоло ді Монтесанто. Йому єдиному вдалося врятуватися та отримати прихисток в англійських родичів. Еліза переконує Крістіано відмовитись від помсти.
Піддавшись впливу коханки маркізи Лукреції ван Неккер барон Ніколо відтерміновує дату надання грошової допомоги Елізі. Бажаючи вийти заміж за барона Ніколо і повернутися у світське товариство, Лукреція вбиває баронессу Крістіну та обвинувачує у злочині Елізу. Барон в пошуках Елізи влаштовує розгром в «Чотирьох вітрах». Крістіано у боротьбі падає з даху. Елізу примусово садять на корабель до Генуї. Барон дізнається, що справжня вбивця  його матері - Лукреція але не сміє здійснювати над нею розправу через можливу її вагітність.
Арман Бенак користуючись відсутністю брата підписує документ і стає власником Рівомбрози. Розлючений Віктор розкриває  префекту ім'я вбивці графа Фабріціо. Єдиного свідка того трагічного вечора зарізали і Армана звільняють в залі суду. Він помирає від руки брата, якого не засуджують через те,що його дії розцінюються як самооборона. 
Віктор освідчується Елізі, але дізнається, что її сердце належить чоловіку з Неаполя, що знаходиться при смерті. Віктор підробляє лист з якого Еліза дізнається про смерть Крістіано. Однак, вона все ж збирається в Неаполь. Відправляючи її до Генуї, Віктор обманом привозить Елізу в свій дім і закриває у винному погребі. Отямившись після падіння Крістіано встигає вчасно врятувати Елізу.

## Продовження телесеріалу— «Донька Елізи-повернення в Рівомброзу»
Події 3 сезону розгортаються через 20 років після подій 2 сезону. Продовження історії знято за мотивами творів Дюми-батька «Соратники Єгу» (фр. Les Compagnons de Jéhu, 1856) та «Сім'я без імені» Жуля Верна.
П'ємонт перебуває під керуванням французів після перемир'я. Італійці незадоволені і підтримують місцевого благородного розбійника на прізвисько Яструб. З ним після повернення з Парижу зіштовшується Аньєзе Рісторі, сирота і дочка Елізи та Фабріціо.
Яструб великодушно відпускає дівчину. Її брат Мартіно заручений з Вітторією Граньєрі, яка на прохання місцевого капітана Лоє погоджується допомогти йому одружитися з Аньєзою.
Дівчина знайомиться з маркізом Андреа Казаленьо, якого представляє братові і нажаха дізнається, що він насправді Андреа ван Неккер, син Лукреції ван Неккер — смертельного ворога сімейства Рісторі.
Щоб змусити капітана Лое повернути вилучене зерно селянам, Яструб викрадає Аньєзе. У полоні дівчина невдовзі дізнається, що він маркіз Андреа ван Неккер.
Закохані присягаються у коханні і вирішують одружитися на знак примирення їхніх родин. Але Лукреція проти цього союзу і прагне вбити Аньєзе. При спробі врятувати сестру Мартіно смертельно поранить Лукрецію. Андреа відмовляється від своєї обіцянки і збирається переїжджати до Венеції.
Аньезе погоджується вийти заміж за капітана Лоє, оскільки Андреа так і не простив її. Дівчина сподівається впливати на рішення чоловіка і полегшити долю селян. Їхнє весілля перериває Андреа і викрадає наречену.
Ображений капітан Лоє заарештовує Мартіно за звинуваченням у вбивстві Лукреції ван Неккер. Хлопцю загрожує гільйотина.
Щоб урятувати чоловіка від смерті, Вітторія стає коханкою капітана Лоє. Також вона помічає маску Яструба в руках Андреа ван Неккера і доносить про це коханцю, отримавши натомість дорогоцінний перстень із скрині капітана.
Вітторія вірить у кохання до неї капітана Лоє та залишає свого чоловіка. Капітан сміється з її наївності і відбирає подаровану коханці каблучку, яка є частиною викраденого майна Наполеона. Він хоче стати виконавчим офіцером перед начальством і отримати призначення префектом до Парижу. Мартіно возз'єднується з кузиною, в яку з юнацтва закоханий.
Аньезе погоджується на пропозицію капітана стати його дружиною в обмін на скасування ван Неккеру смертної кари.
Учасники банди Яструба влаштовують йому втечу, і він наздоганяє карету капітана Лоє. Під час боротьби двох чоловіків Вітторія із помсти застрелює капітана із рушниці.

## Актори
| Актор               | Роль                                                           | Сезони         |
| ------------------- | -------------------------------------------------------------- | -------------- |
| Вітторія Пуччіні    | графиня Еліза Скальці-Рісторі ді Рівомброза                    | 1-2            |
| Алессандро Преціозі | граф Фабріціо Федеріко Джованні Клементе Рісторі ді Рівомброза | 1, 2 (2 серії) |
| Реджина Б'янкі      | графиня Аньезе Рісторі ді Рівомброза                           | 1              |
| Антонелла Фатторі   | маркіза Анна Рісторі-Радікаті ді Мальяно                       | 1-2            |
| Антоніно Юоріо      | маркіз Альвізо Радікаті ді Мальяно                             | 1              |
| Чезаре Боччі        | лікар Антоніо Чеппі                                            | 1-2            |
| Джейн Александер    | маркіза Лукреція Аделаїда Присцилла ван Неккер                 | 1-2            |
| Лінда Батіста       | Ізабелла                                                       | 1-2            |
| Філіп Леруа         | Карл Еммануїл III                                              | 1, 2 (2 серії) |
| Люка Вард           | герцог Оттавіо Раньері                                         | 1, 2 (2 серії) |
| Пьерлуїджі Коппола  | Анджело Бондіо                                                 | 1-2            |
| Сабріна Сірчія      | Бьянка Бондіо                                                  | 1-2            |
| Марція Убальді      | Амелія                                                         | 1-2            |
| Антоніо Купо        | принц Крістіано Карачіоло ді Монтесанто капітан Крістіан Грей  | 2              |
| Джованні Гвіделлі   | Віктор Бенак                                                   | 2              |
| Рафаело Бальцо      | Арман Бенак                                                    | 2              |
| Серджіо Ассісі      | барон Ніколо ді Канельяно                                      | 2              |
| Фйоренца Маркіджані | баронесса Крістіна ді Канельяно                                | 2              |
| Стефано Кватре      | маркіз Сальватті                                               | 2              |